# Eulengebirgsbahn
| Kursbuchstrecke: | 129c Dzierżoniów Dworzec Mały (Reichenbach (Eulengeb) Klbf)– Srebrna Góra (Silberberg (Eulengeb)) 1934 129c Ścinawka Średnia Dworzec Mały (Mittelsteine Klbf)– Radków (Wünschelburg (Heuscheuer)) 1934 |                                                             |                                                             |
| Streckenlänge: | 54,9 km |                                                             |                                                             |
| Spurweite: | 1435 mm (Normalspur) |                                                             |                                                             |
| Maximale Neigung: | 60 ‰ |                                                             |                                                             |
| Zahnstangensystem: | Abt (Silberberg Stadt–Neudorf) |                                                             |                                                             |
| | |                                                             |                                                             |
| \| \| \| von Katowice \| \| \| \| \| von Bielawa Zachodnia \| \| \| \| \| Dzierżoniów Śląski früher Reichenbach (Eulengeb) \| \| \| \| \| nach Legnica \| \| \| \| 0,0 \| Dzierżoniów Dworzec Mały früher Reichenbach (Eulengeb) Klbf \| Dzierżoniów Dworzec Mały früher Reichenbach (Eulengeb) Klbf \| \| \| 3,2 \| Pieszyce Północne früher Nieder Peterswaldau \| Pieszyce Północne früher Nieder Peterswaldau \| \| \| 4,6 \| Pieszyce Środkowe früher Mittel Peterswaldau \| Pieszyce Środkowe früher Mittel Peterswaldau \| \| \| 5,9 \| Pieszycestadion früher Peterswaldau Stadion \| Pieszycestadion früher Peterswaldau Stadion \| \| \| 7,0 \| Pieszyce Górne früher Ober Peterswaldau \| Pieszyce Górne früher Ober Peterswaldau \| \| \| \| von Dzierżoniów Śląski \| \| \| \| 10,7 \| Bielawa Zachodnia früher Langenbielau Oberstadt \| Bielawa Zachodnia früher Langenbielau Oberstadt \| \| \| 12,9 \| Kamieniczki früher Steinhäuser \| Kamieniczki früher Steinhäuser \| \| \| 14,4 \| Nowa Bielawa früher Neubielau \| Nowa Bielawa früher Neubielau \| \| \| \| nach Suckertshof \| \| \| \| 17,5 \| Ostroszowice früher Weigelsdorf \| Ostroszowice früher Weigelsdorf \| \| \| \| ehem. Kreisgrenze \| \| \| \| 20,4 \| Grodziszcze früher Lampersdorf (Kr Frankenstein) \| Grodziszcze früher Lampersdorf (Kr Frankenstein) \| \| \| 24,0 \| Jemna früher Raschdorf \| Jemna früher Raschdorf \| \| \| 26,1 \| Srebrna Góra früher Silberberg Stadt \| Srebrna Góra früher Silberberg Stadt \| \| \| \| nach Ząbkowice Śląskie (vorm. Frankensteiner Kreisbahn) \| \| \| \| 27,9 \| Viadukt (90 m) \| Viadukt (90 m) \| \| \| 29,3 \| Viadukt (90 m) \| Viadukt (90 m) \| \| \| 30,3 \| Silberberg Festung \| 513 m \| \| \| \| Brücke, denkmalgeschützt \| \| \| \| \| ehem. Kreisgrenze \| \| \| \| 32,7 \| Nowa Wieś Kłodzka Neudorf (Kr Neurode) \| Nowa Wieś Kłodzka Neudorf (Kr Neurode) \| \| \| 35,0 \| Wolibórz früher Volpersdorf \| Wolibórz früher Volpersdorf \| \| \| 37,2 \| Dzikowiec früher Ebersdorf (Kr Neurode) \| Dzikowiec früher Ebersdorf (Kr Neurode) \| \| \| \| zur Johann-Baptista-Grube \| \| \| \| \| \| \| \| \| \| zum Gabbrowerk (Kopalnia Gabro) \| \| \| \| 40,3 \| Nowa Ruda Słupiec früher Schlegel (Kr Neurode) \| Nowa Ruda Słupiec früher Schlegel (Kr Neurode) \| \| \| 42,1 \| Słupiec Dolny früher Nieder Schlegel \| Słupiec Dolny früher Nieder Schlegel \| \| \| \| Wałbrzych Głowny–Kłodzko Głowne \| \| \| \| \| vom Staatsbahnhof \| \| \| \| \| Anschluss Bahnkraftwerk Mittelsteine \| \| \| \| 45,4 \| Ścinawka Średnia Dworzec Mały früher Mittelsteine Klbf \| Ścinawka Średnia Dworzec Mały früher Mittelsteine Klbf \| \| \| 47,9 \| Ścinawka Radkowska früher Steine \| Ścinawka Radkowska früher Steine \| \| \| 50,7 \| Ratno Dolne früher Rathen-Albendorf \| Ratno Dolne früher Rathen-Albendorf \| \| \| 51,7 \| Ratno Górne früher Ober Rathen \| Ratno Górne früher Ober Rathen \| \| \| \| von Heuscheuer Ladestelle \| \| \| \| 54,9 \| Radków früher Wünschelburg (Heuscheuer) \| Radków früher Wünschelburg (Heuscheuer) \| | |                                                             |                                                             |
| Strecke | | von Katowice                                                | von Katowice                                                |
| Abzweig geradeaus und von links | | von Bielawa Zachodnia                                       | von Bielawa Zachodnia                                       |
| Bahnhof | | Dzierżoniów Śląski früher Reichenbach (Eulengeb)            | Dzierżoniów Śląski früher Reichenbach (Eulengeb)            |
| Abzweig ehemals geradeaus und nach rechts | | nach Legnica                                                | nach Legnica                                                |
| Bahnhof (Strecke außer Betrieb) | 0,0 | Dzierżoniów Dworzec Mały früher Reichenbach (Eulengeb) Klbf | Dzierżoniów Dworzec Mały früher Reichenbach (Eulengeb) Klbf |
| Bahnhof (Strecke außer Betrieb) | 3,2 | Pieszyce Północne früher Nieder Peterswaldau                | Pieszyce Północne früher Nieder Peterswaldau                |
| Bahnhof (Strecke außer Betrieb) | 4,6 | Pieszyce Środkowe früher Mittel Peterswaldau                | Pieszyce Środkowe früher Mittel Peterswaldau                |
| Haltepunkt / Haltestelle (Strecke außer Betrieb) | 5,9 | Pieszycestadion früher Peterswaldau Stadion                 | Pieszycestadion früher Peterswaldau Stadion                 |
| Bahnhof (Strecke außer Betrieb) | 7,0 | Pieszyce Górne früher Ober Peterswaldau                     | Pieszyce Górne früher Ober Peterswaldau                     |
| Abzweig ehemals geradeaus und von links | | von Dzierżoniów Śląski                                      | von Dzierżoniów Śląski                                      |
| Kopfbahnhof Strecke ab hier außer Betrieb | 10,7 | Bielawa Zachodnia früher Langenbielau Oberstadt             | Bielawa Zachodnia früher Langenbielau Oberstadt             |
| Haltepunkt / Haltestelle (Strecke außer Betrieb) | 12,9 | Kamieniczki früher Steinhäuser                              | Kamieniczki früher Steinhäuser                              |
| Bahnhof (Strecke außer Betrieb) | 14,4 | Nowa Bielawa früher Neubielau                               | Nowa Bielawa früher Neubielau                               |
| Abzweig geradeaus und nach links (Strecke außer Betrieb) | | nach Suckertshof                                            | nach Suckertshof                                            |
| Bahnhof (Strecke außer Betrieb) | 17,5 | Ostroszowice früher Weigelsdorf                             | Ostroszowice früher Weigelsdorf                             |
| Grenze (Strecke außer Betrieb) | | ehem. Kreisgrenze                                           | ehem. Kreisgrenze                                           |
| Bahnhof (Strecke außer Betrieb) | 20,4 | Grodziszcze früher Lampersdorf (Kr Frankenstein)            | Grodziszcze früher Lampersdorf (Kr Frankenstein)            |
| Bahnhof (Strecke außer Betrieb) | 24,0 | Jemna früher Raschdorf                                      | Jemna früher Raschdorf                                      |
| Bahnhof (Strecke außer Betrieb) | 26,1 | Srebrna Góra früher Silberberg Stadt                        | Srebrna Góra früher Silberberg Stadt                        |
| Abzweig geradeaus und nach links (Strecke außer Betrieb) | | nach Ząbkowice Śląskie (vorm. Frankensteiner Kreisbahn)     | nach Ząbkowice Śląskie (vorm. Frankensteiner Kreisbahn)     |
| Brücke (Strecke außer Betrieb) | 27,9 | Viadukt (90 m)                                              | Viadukt (90 m)                                              |
| Brücke (Strecke außer Betrieb) | 29,3 | Viadukt (90 m)                                              | Viadukt (90 m)                                              |
| Bahnhof (Strecke außer Betrieb) | 30,3 | Silberberg Festung                                          | 513 m                                                       |
| Strecke mit Straßenbrücke (Strecke außer Betrieb) | | Brücke, denkmalgeschützt                                    | Brücke, denkmalgeschützt                                    |
| Grenze (Strecke außer Betrieb) | | ehem. Kreisgrenze                                           | ehem. Kreisgrenze                                           |
| Bahnhof (Strecke außer Betrieb) | 32,7 | Nowa Wieś Kłodzka Neudorf (Kr Neurode)                      | Nowa Wieś Kłodzka Neudorf (Kr Neurode)                      |
| Spitzkehrbahnhof rechts (Strecke außer Betrieb) | 35,0 | Wolibórz früher Volpersdorf                                 | Wolibórz früher Volpersdorf                                 |
| Bahnhof (Strecke außer Betrieb) | 37,2 | Dzikowiec früher Ebersdorf (Kr Neurode)                     | Dzikowiec früher Ebersdorf (Kr Neurode)                     |
| Abzweig geradeaus und nach links (Strecke außer Betrieb) | | zur Johann-Baptista-Grube                                   | zur Johann-Baptista-Grube                                   |
| | |                                                             |                                                             |
| Abzweig geradeaus und nach links | | zum Gabbrowerk (Kopalnia Gabro)                             | zum Gabbrowerk (Kopalnia Gabro)                             |
| Dienststation / Betriebs- oder Güterbahnhof | 40,3 | Nowa Ruda Słupiec früher Schlegel (Kr Neurode)              | Nowa Ruda Słupiec früher Schlegel (Kr Neurode)              |
| ehemaliger Bahnhof | 42,1 | Słupiec Dolny früher Nieder Schlegel                        | Słupiec Dolny früher Nieder Schlegel                        |
| Kreuzung geradeaus oben | | Wałbrzych Głowny–Kłodzko Głowne                             | Wałbrzych Głowny–Kłodzko Głowne                             |
| Abzweig geradeaus und von rechts | | vom Staatsbahnhof                                           | vom Staatsbahnhof                                           |
| Abzweig geradeaus und ehemals von links | | Anschluss Bahnkraftwerk Mittelsteine                        | Anschluss Bahnkraftwerk Mittelsteine                        |
| Betriebs-/Güterbahnhof Strecke ab hier außer Betrieb | 45,4 | Ścinawka Średnia Dworzec Mały früher Mittelsteine Klbf      | Ścinawka Średnia Dworzec Mały früher Mittelsteine Klbf      |
| Bahnhof (Strecke außer Betrieb) | 47,9 | Ścinawka Radkowska früher Steine                            | Ścinawka Radkowska früher Steine                            |
| Bahnhof (Strecke außer Betrieb) | 50,7 | Ratno Dolne früher Rathen-Albendorf                         | Ratno Dolne früher Rathen-Albendorf                         |
| Haltepunkt / Haltestelle (Strecke außer Betrieb) | 51,7 | Ratno Górne früher Ober Rathen                              | Ratno Górne früher Ober Rathen                              |
| Abzweig geradeaus und von links (Strecke außer Betrieb) | | von Heuscheuer Ladestelle                                   | von Heuscheuer Ladestelle                                   |
| Kopfbahnhof Streckenende (Strecke außer Betrieb) | 54,9 | Radków früher Wünschelburg (Heuscheuer)                     | Radków früher Wünschelburg (Heuscheuer)                     |

Die Eulengebirgsbahn AG war eine Kleinbahngesellschaft in der früheren preußischen Provinz Schlesien. Ihr Name war vom Eulengebirge abgeleitet, welches sich über 35 Kilometer lang hinzieht und in der Hohen Eule eine Meereshöhe von 1014 m erreicht. Die Strecke der Gesellschaft begann in Reichenbach im Eulengebirge (Dzierżoniów), überquerte bei Silberberg (Srebrna Góra) den Kamm des Eulengebirges und führte über Mittelsteine (Ścinawka Średnia) nach Wünschelburg (Radków) am Fuß des Heuscheuergebirges.

## Geschichte
Die Eulengebirgsbahn AG wurde am 25. Juli 1899 durch das Königreich Preußen, die Kreise Frankenstein, Neurode und Reichenbach, die Städte Reichenbach und Silberberg nebst drei weiteren Gemeinden sowie durch die Bahnbau- und Betriebsgesellschaft Lenz & Co., ferner weitere 43 Unternehmungen und Privatanleger gegründet.

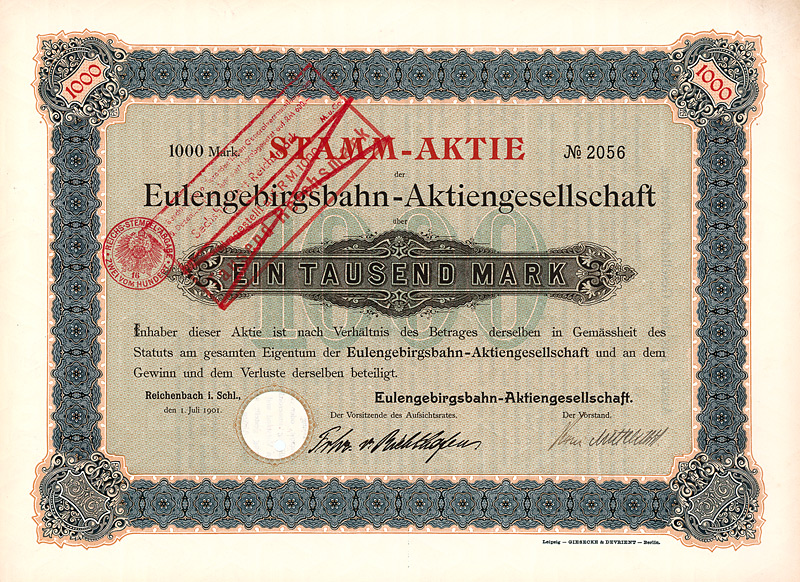
Aktie über 1000 Mark der Eulengebirgsbahn AG vom 1. Juli 1901

Sitz der Gesellschaft und der Bahnverwaltung war Reichenbach. Den Betrieb führte bis 1945 die Firma Lenz & Co.
Die erste Teilstrecke der normalspurigen Kleinbahn wurde am 1. Juni 1900 eröffnet. Sie begann in der Kreisstadt Reichenbach und führte am Rand des Eulengebirges nach Süden bis zur Stadt Silberberg (26 km), wo Anschluss an die Frankensteiner Kreisbahn bestand, die ebenfalls von Lenz & Co. betrieben wurde.
Die Maschinenfabrik Esslingen lieferte drei Zahnradlokomotiven des Lenz-Typs z.
Dann durchquerte sie ab 4. August 1902 mit Hilfe einer Steilstrecke, die ihren Scheitelpunkt mit 513 m Seehöhe im Bahnhof Silberberg Festung hatte, und der Spitzkehre im Kopfbahnhof Volpersdorf das Gebirge. Auf dem 6,6 km langen Abschnitt bis Neudorf war eine Zahnstange System Abt eingebaut. Nach insgesamt 19 km erreichte man in Mittelsteine die Staatsbahnstrecke Waldenburg–Neurode–Glatz.

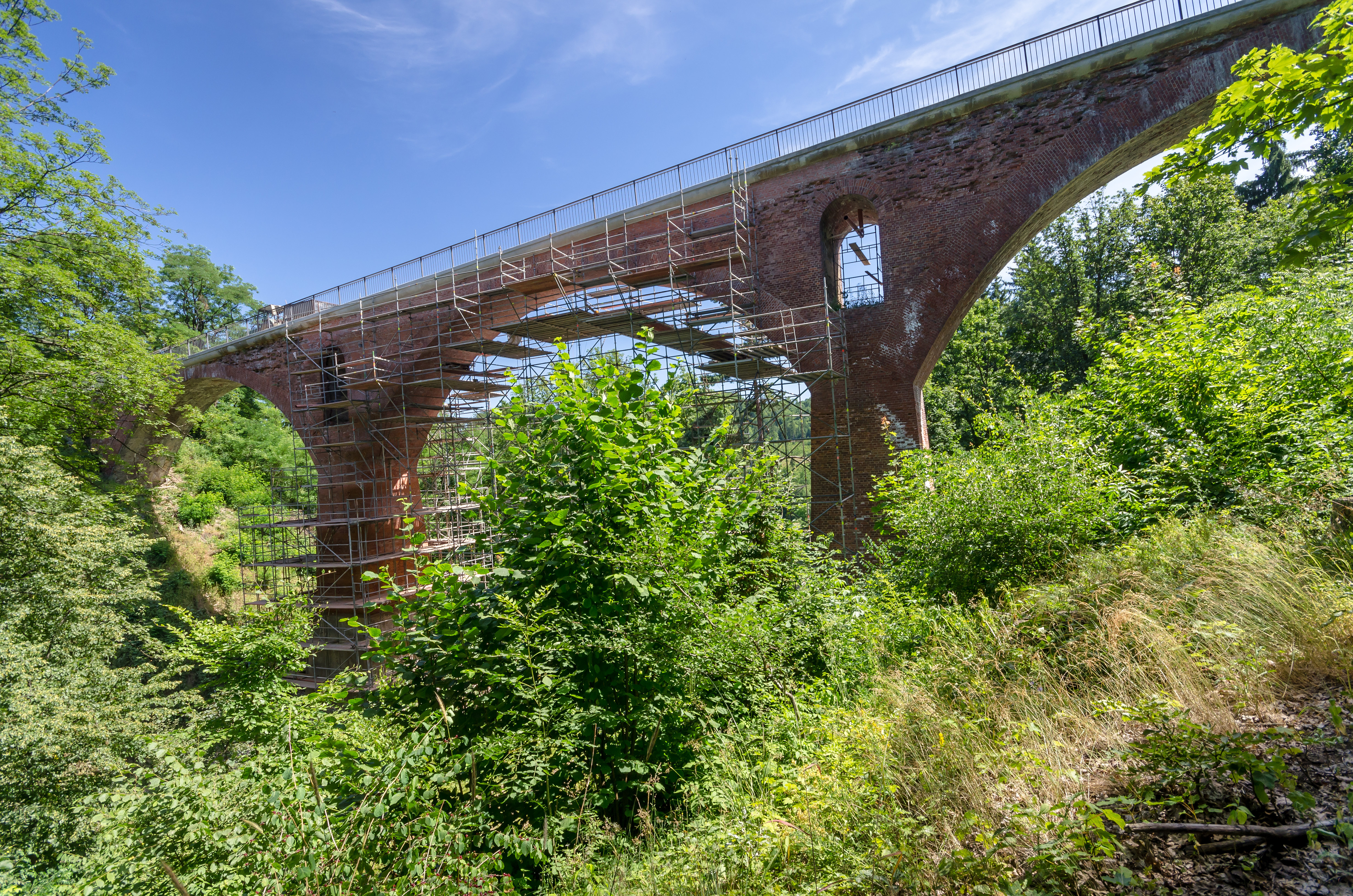
Viadukt auf der 1930 aufgegebenen Steilstrecke bei Silberberg (2013)

Die elf Kilometer lange Fortsetzung führte ab 1. Dezember 1903 in westlicher Richtung bis nach Wünschelburg in das Heuscheuergebirge nahe der böhmischen Grenze.
Auf den Kreis Reichenbach entfielen 19 km der Stammstrecke, 12 km auf den Kreis Frankenstein und 24 km auf den Kreis Neurode, der am 1. Oktober 1932 in den Kreis Glatz eingegliedert worden war. Dazu kamen noch Anschlussbahnen von sieben Kilometer Länge, die stets nur dem Güterverkehr dienten.
Am 15. Dezember 1931 wurde die Strecke Silberberg–Neudorf vollständig stillgelegt und damit auch der Zahnradbetrieb. Auf dem anschließenden Abschnitt bis Mittelsteine verkehrten danach nur noch Güterzüge, so dass die Kleinbahn keine Personen mehr über das Eulengebirge beförderte.
Im Reichskursbuch war die Strecke 1934 unter der Nummer 125r und 1944 unter der Nummer 154k enthalten.
Nach dem Zweiten Weltkrieg wurden die beiden Streckenstücke von der polnischen Staatsbahn übernommen.
Der Personenverkehr wurde 1972–1987 eingestellt.
Zwischen Ścinawka Średnia (Mittelsteine) und dem Gabbrowerk bei Słupiec (Schlegel) gibt es regelmäßigen Güterverkehr.
Der 1931 stillgelegte Abschnitt im Eulengebirge zwischen Srebrna Góra und Wolibórz wurde am 1. Oktober 2020 von der Wojewodschaft Niederschlesien als Kulturdenkmal unter staatlichen Schutz gestellt.
Von Seiten der Woiwodschaft Niederschlesien als Aufgabenträger für den öffentlichen Personennahverkehr ist die Strecke bis 2023 für eine Wiederinbetriebnahme von Bielawa Zachodnia bis Nowa Bielawa vorgesehen.

## Strecken
- Reichenbach (Eulengeb)–Langenbielau–Mittelsteine–Wünschelburg (Heuscheuer)
- Neubielau–Suckertshof: zwei Kilometer (bis 1930)
- Ebersdorf–Johann-Baptista-Grube: zwei Kilometer
- Mittelsteine Klb–Bahnkraftwerk: ein Kilometer
- Wünschelburg–Heuscheuer Ladestelle: zwei Kilometer

## Fahrzeugeinsatz
Im Jahr 1939 waren sieben Dampflokomotiven, 22 Personen-, vier Pack- und 96 Güterwagen vorhanden.